# Billiarde
Das Wort Billiarde (Abkürzung: Brd.) ist das Zahlwort für die Zahl 1.000.000.000.000.000 = 1015. Eine Billiarde ist gleich tausend Billionen. Im Gegensatz zu den kleingeschriebenen Zahlwörtern wie hundert und tausend ist „Billiarde“ ein Substantiv und wird groß geschrieben.

## Mathematisches

### Teiler
Die Faktorisierung ist {\displaystyle 2^{15}\cdot 5^{15}}. Daraus ergeben sich {\displaystyle (15+1)\cdot (15+1)}, also {\displaystyle 16\cdot 16=256} Möglichkeiten, eine Zweierpotenz ({\displaystyle 2^{0}} bis {\displaystyle 2^{15}}) mit einer Potenz von fünf ({\displaystyle 5^{0}} bis {\displaystyle 5^{15}}) zu multiplizieren.

## Englische Billiarde
Im US-Englisch heißt die Zahl 1015 „quadrillion“, was groß geschrieben im Deutschen 1024 entspricht. Im britischen Englisch wird aufgrund des Einflusses der USA sowohl 1015 als auch traditionell 1024 für quadrillion gebraucht. Daher ist bei Übersetzungen aus dem Englischen Vorsicht angebracht.

## Vorsätze für Maßeinheiten

### SI-Präfix
Bezieht man sich auf Maßeinheiten, dann bezeichnet man das Billiardenfache der Maßeinheit mit dem Präfix Peta (abgekürzt: P), wohingegen der billiardste Teil (10−15) mit Femto (abgekürzt: f) bezeichnet wird. Beispielsweise ist ein Femtometer (fm) ein billiardstel Meter (10−15 m).

### Binärpräfix
Auch beim Bezug auf die Maßeinheit Byte in der Informatik wird heute die Bezeichnung Petabyte (abgekürzt: PB) im Sinne von genau einer Billiarde Byte verstanden. Das sind 1015 Byte und nicht 250 = 10245 = 1.125.899.906.842.624 Byte, was eine Billiarde Byte um ca. 12,59 % überschreitet. Zur Benennung von 250 Byte wird heute die Bezeichnung Pebibyte (PiB) nahegelegt; pebi (Pi) ist ein Binärpräfix, während Peta (P) ein Dezimalpräfix ist.